# 奥赫热河
奥赫热河（捷克語：Ohře，發音：[ˈoɦr̝ɛ] ⓘ），德语名埃格河（德語：Eger，發音：[ˈeːɡɐ] ⓘ)），位于德国和捷克境内，是易北河的支流，全长316公里。为捷克共和国的第三大河。
奥赫热河发源于德国菲希特尔山中的魏森施塔特，流经海布、卡罗维发利、奥赫热河畔克拉什泰雷茨、卡丹、扎泰茨、洛乌尼和特雷津，最终在利托梅日采注入易北河。

## 名字来源
虽然捷克语中是“加热、变暖”的意思，所以在捷克这条河亦被称为，即“热”的意思。但是该名字的真正词源是凯尔特语的*意为“鲑鱼河”。9世纪记录中有Agara、Agira、Agra等名，11世纪有Egire、Egra、Ogra等名，1472年记录中则为Eger。
另一理论则认为这个名字来自居住在今天馬其頓地區的一支斯拉夫人部落，他们的名字也留在了马其顿的奥赫里德和奥赫里德湖的名字上。